# Fernando Riera
Fernando Riera Bauza (Santiago, 27 de junho de 1920 — Santiago, 23 de setembro de 2010) foi um futebolista chileno. Ele competiu na Copa do Mundo de 1950, sediada no Brasil.

## Em Portugal
Em Portugal passou pelo Belenenses (1954/55 a 56/57), Benfica (62/63, 66/67 e 67/68), FC Porto (72/73) e Sporting (74/75), tendo "brilhado" sobretudo nos "encarnados", pelos quais conseguiu 69 vitórias em 92 jogos.
Riera conduziu o Benfica ao título em 1962/63 e, numa segunda passagem, em 66/67, tendo ainda iniciado a campanha rumo ao ceptro de 67/68.
Na primeira época, e em substituição do húngaro e bicampeão europeu Bela Guttmann, o chileno conduziu os "encarnados" a uma terceira final consecutiva da Taça dos Campeões, perdida para o AC Milan (1-2, em Wembley).
Na época de 67/68, em que o Benfica ainda foi liderado por Fernando Cabrita e o brasileiro Otto Glória, Fernando Riera conduziu a equipa nas duas primeiras rondas da Taça dos Campeões, deixando-o nos quartos de final.
Antes, em 1954/55, no começo da sua carreira como treinador, este quase a levar o Belenenses a um segundo título de campeão nacional (após 45/46), mas perdeu-o a quatro minutos do final da última jornada.
Um golo do "leão" Martins, aos 86 minutos, empatou o Belenenses (2-2), no Campo das Salésias, e ofereceu o título ao Benfica, então liderado por Otto Glória.